# Pristolepis fasciata
Pristolepis fasciata és una espècie de peix pertanyent a la família Nandidae.

## Descripció
- Pot arribar a fer 20 cm de llargària màxima.
- Cos comprimit, de color marró i amb 6-8 franges verticals negres.
- Boca petita i només lleument protràctil.
- Línia lateral interrompuda.[3][4]

## Alimentació
Menja algues filamentoses, plantes terrestres submergides, fruits, llavors, insectes aquàtics i crustacis.

## Hàbitat
És un peix d'aigua dolça, potamòdrom, demersal i de clima tropical (23 °C-28 °C), el qual viu als camps inundats, llacs, llacunes, pantans i rius mitjans i grans. Realitza migracions des del riu Mekong fins a les planes d'inundació durant la temporada d'inundacions.

## Distribució geogràfica
Es troba al riu Maeklong, les conques dels rius Mekong i Chao Phraya a la península de Malaca i, també, a Sumatra i Borneo.

## Observacions
És inofensiu per als humans i forma part del comerç de peixos d'aquari.